# Revolverheld

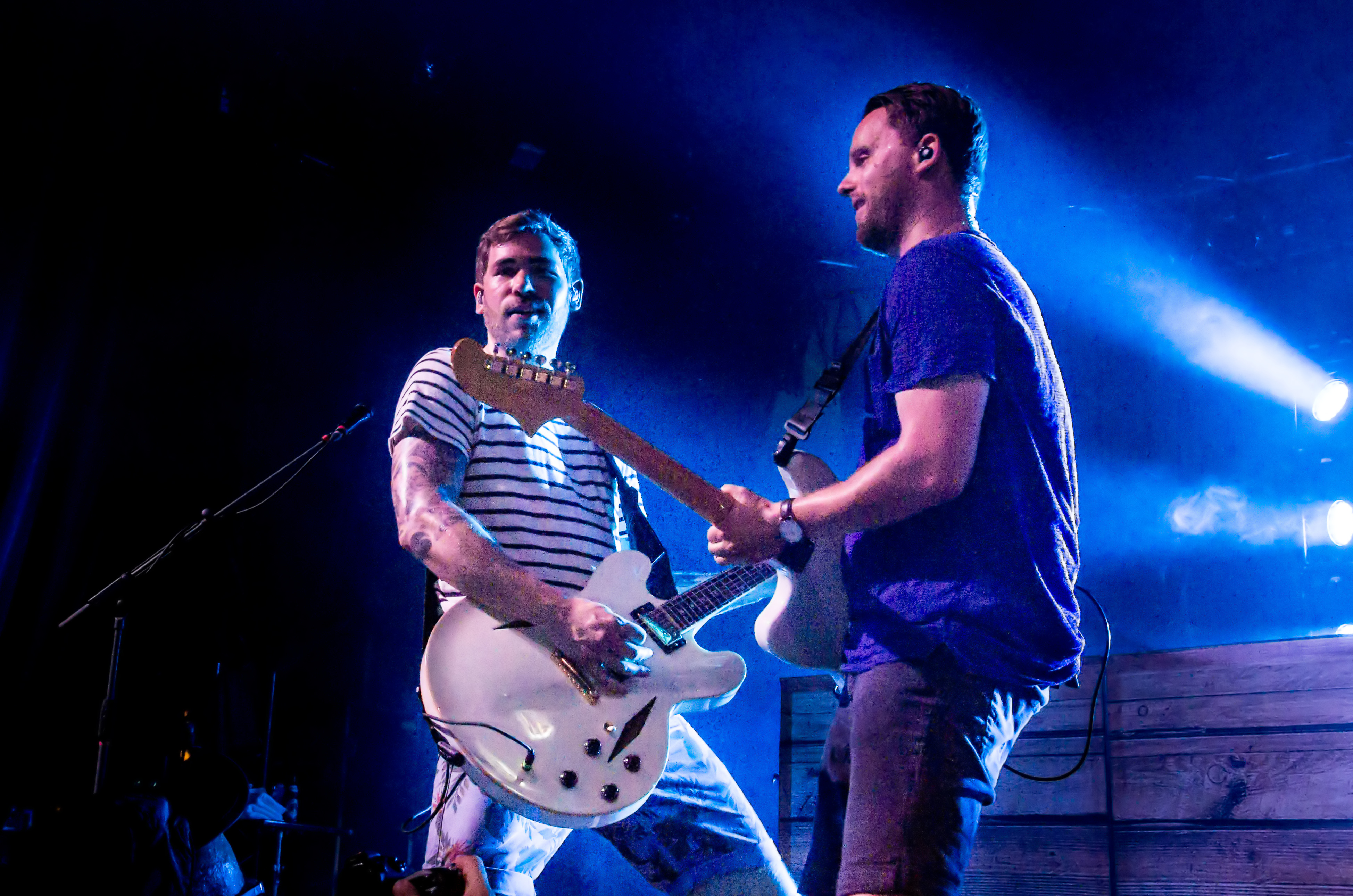
Zelt-Musik-Festival en 2015 Friburgo de Brisgovia, Alemania

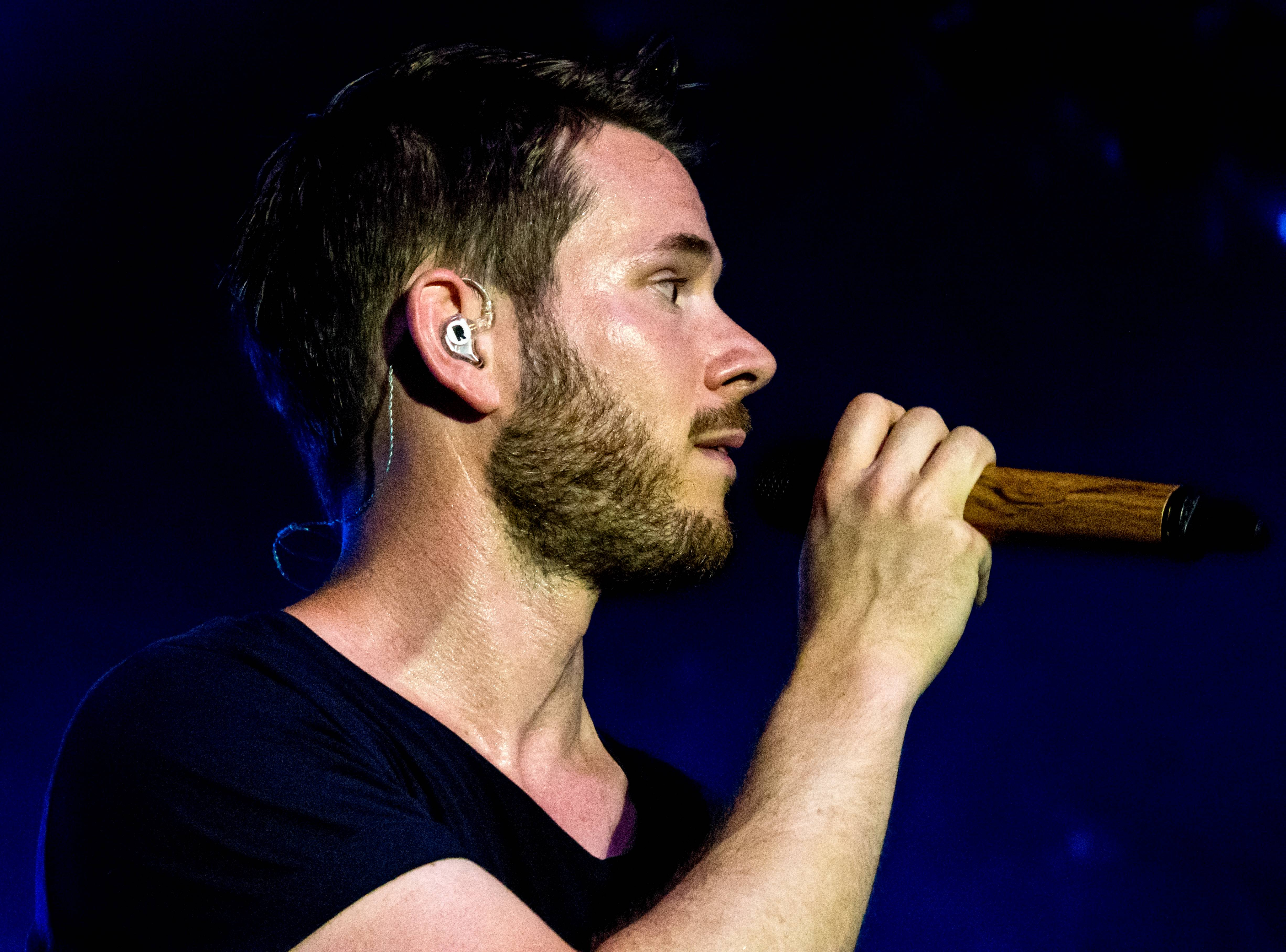
Johannes Strate, Zelt-Musik-Festival en 2015 Friburgo de Brisgovia, Alemania

Revolverheld es una banda de hard-rock/pop-rock alemana. En un principio se había llamado "manga" y fue fundada en el verano de 2003 en Hamburgo. En 2004 se rebautizó a la banda como "Tsunamikiller" cambiando definitivamente al poco al actual nombre "Revolverheld" tras el Terremoto del Océano Índico de 2004.

## Historia de la Banda

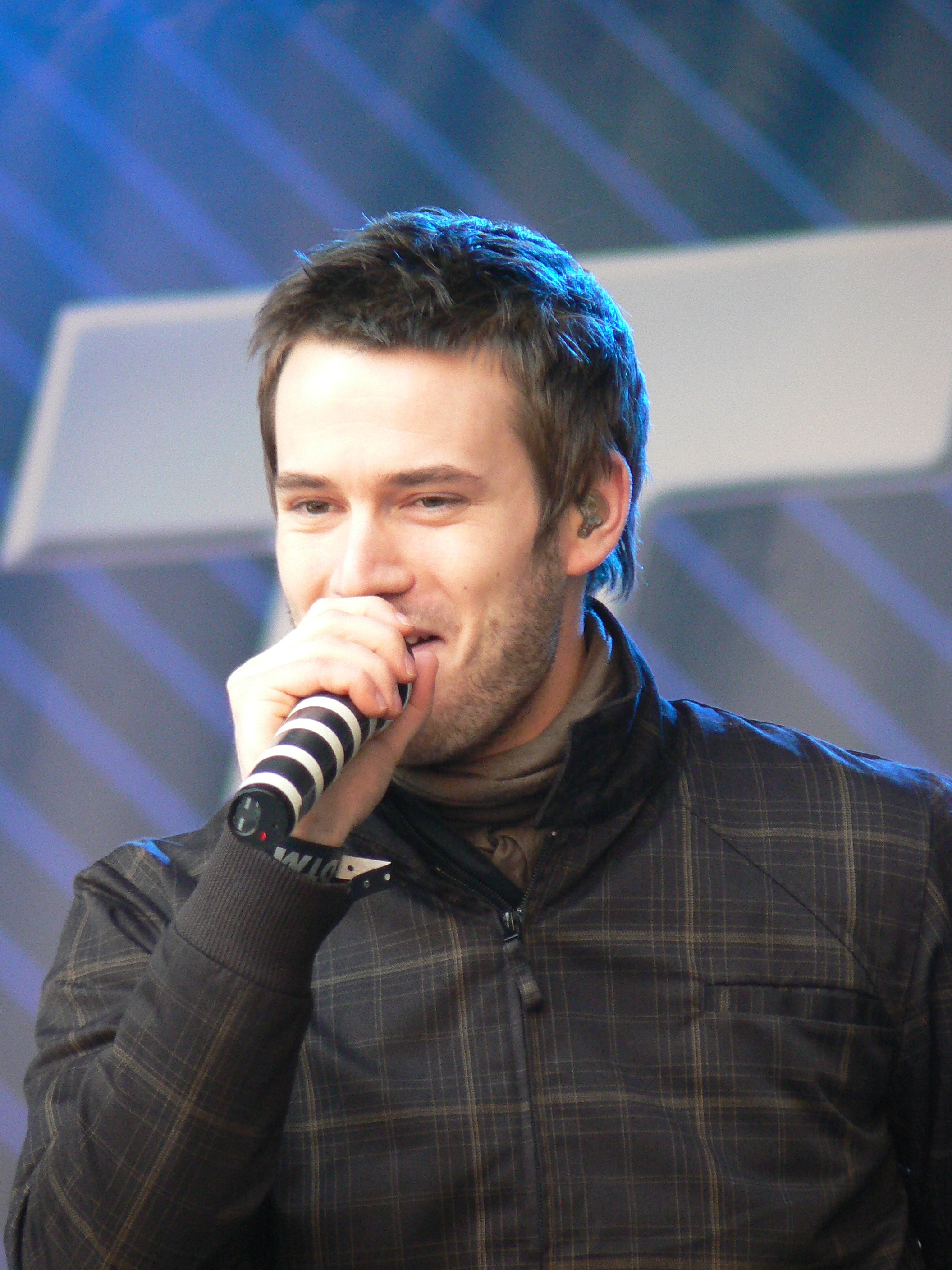
Johannes Strate. Revolverheld en Düsseldorf, 2008.

Revolverheld comenzó su carrera como teloneros de Donots, Silbermond y Udo Lindenberg. Reunieron la atención del público con su canción "Rock n 'Roll". En 2004 firmaron con el sello discográfico Sony BMG.Su primer sencillo llamado "Generation Rock" fue lanzado en junio de 2005 y entró directamente a la lista de éxitos alemana. La canción aparece en el videojuego Guitar Hero III: Legends of Rock. Junto con el productor Matznick Clemens su primer álbum (Revolverheld) fue producido, y salió en septiembre de 2005.
El 7 de julio de 2007 la banda participó en el concierto Live Earth de Alemania celebrado en Hamburgo.

## Curiosidades
Niels Grötsch es primo de Tia, miembro del grupo surcoreano birracial ChoColat.

## Discografía

### Álbumes
- 2005: Revolverheld
- 2007: Chaostheorie (Teoría del caos)
- 2010: In Farbe (En Color)

### Singles
- 2005: Generation Rock
- 2005: Die Welt steht still
- 2006: Freunde bleiben
- 2006: Mit dir chill'n
- 2007: Ich werd' die Welt verändern
- 2007: Du explodierst
- 2007: Unzertrennlich
- 2008: Helden 2008
- 2010: Spinner
- 2010: Keine Liebeslieder
- 2010: Halt dich an mir fest(dueto con Marta Jandova)*
- 2014: Lass und Gehen
- 2024: Alors on danse

## Premios
1. Eins Live Krone – Revelación 2006 (2006)
2. Goldene Schallplatte – Oro por Revolverheld (LP) (2006)

- Datos: Q692631
- Multimedia: Revolverheld / Q692631